# Columbia Country Club
De Columbia Country Club is een countryclub in de Verenigde Staten. De club werd opgericht op 29 september 1898 als de Columbia Golf Club en bevindt zich in Chevy Chase, Maryland. De club beschikt over een 18-holes golfbaan, dat opgericht werd in 1911 en ontworpen door de golfbaanarchitect Walter Travis.

## Golftoernooien
In 1921 ontving de club met het US Open voor de eerste keer een golftoernooi waar Jim Barnes het toernooi won. In 2003 ontving de club het Junior Amateur Championship van de United States Golf Association.
Voor het golftoernooi is de lengte van de baan 5985 m met een par van 70. De course rating is 72,1 en de slope rating is 140.
- US Open: 1921
- USGA Junior Amateur: 2003

## Trivia
- Naast twee golfbanen, beschikt de club ook over een Olympisch zwembad en tennisbanen.[1][4][5]